# Solo Sagrado (Igreja Universal)
Solo Sagrado é uma catedral brasileira, com sede em Taguatinga, no Distrito Federal. Ela é afiliada à Igreja Universal do Reino de Deus e é um dos principais locais de culto para os membros da igreja na região.
A catedral possui uma capacidade para mais de 5 mil pessoas sentadas, tornando-se um espaço amplo e acolhedor para os fiéis. Além disso, conta com um amplo estacionamento, o que facilita o acesso dos frequentadores.
Dentro do Solo Sagrado, há diversas instalações destinadas a atender as necessidades da comunidade religiosa. Entre elas, destacam-se a Escola Bíblica Infantil, que proporciona um ambiente adequado para a educação religiosa das crianças, e salas para reuniões, que permitem a realização de encontros e eventos específicos.
Além disso, a catedral abriga estúdios de rádio e TV, possibilitando a transmissão de programas religiosos e eventos ao vivo para um público mais amplo. Esses meios de comunicação são importantes para a difusão das mensagens religiosas e para alcançar pessoas que não podem comparecer fisicamente à catedral.
O Solo Sagrado é um espaço sagrado e significativo para os membros da Igreja Universal do Reino de Deus no Distrito Federal e região. Sua infraestrutura ampla e diversificada proporciona um ambiente propício para o culto e a vivência da fé, além de facilitar a participação dos fiéis em diferentes atividades religiosas e comunitárias.

## Inauguração
O templo é um dos maiores da região e foi inaugurado em 31 de julho de 2022. A cerimônia de inauguração ocorreu em um domingo às 9h30 da manhã e foi ministrada pelo bispo Edir Macedo, líder da Igreja Universal. O Bispo Edir Macedo falou sobre a história de Salomão e como Deus o respondeu prontamente quando da inauguração do Templo. Em seguida convidou todos os presentes para ir chegarem próximos ao altar e realizou uma oração, posteriormente, o responsável pelo trabalho da Universal no Distrito Federal, bispo Wagner Negrão continuou com o culto.
A celebração de inauguração do Solo Sagrado foi um evento marcante, contando com a presença de autoridades dos poderes Legislativo, Executivo e Judiciário. Entre os convidados estavam o então presidente da República, Jair Bolsonaro e o governador do Distrito Federal, Ibaneis Rocha.
No acesso ao novo Templo, há um amplo hall com linhas orgânicas, possuindo mais de dez metros de altura. Esse espaço é revestido com peças triangulares de ACM (Aluminum Composite Material), proporcionando uma experiência visual única a cada passo.